# Суперкубок Туреччини з футболу 1968
Суперкубок Туреччини з футболу 1968 — 3-й розіграш турніру. «Фенербахче», як чемпіон та володар кубка Туреччини автоматично отримав титул переможця Суперкубка Туреччини 1968.
| Володар Суперкубка Туреччини 1968 |
| --------------------------------- |
|                                   |
| Фенербахче Перший титул           |